# Outsider (Ocean Grove)
Outsider è il primo EP del gruppo australiano Ocean Grove, pubblicato indipendentemente il 3 marzo 2013. Questo EP è l'unica registrazione nella quale appare il batterista originale della band Matias Morales.
Il 3 febbraio 2013 viene pubblicato come anteprima dell'EP il video musicale della traccia Overshadow.

## Tracce
1. Unbalanced/Soulfeeder – 3:40
2. Enigma – 2:51
3. Reality Shift – 2:14
4. Intervention – 1:19
5. Overshadow – 2:23
6. Presence of Mind – 4:26

## Formazione
- Luke Holmes – voce death
- Jimmy Hall – chitarra
- Matthew Kopp – chitarra
- Dale Tanner – basso, voce melodica
- Matias Morales – batteria, voce melodica